# Garðabær
Garðabær er en by og 71 km² stor kommune i det sydvestlige Island i den tætbefolkede region Höfuðborgarsvæðið mellem Hafnarfjörður og Kópavogur ca. 10 km syd for Reykjavík. Med 10.272 indbyggere (2008) er den Islands femte største by og sjette største kommune.

Garðabær blev som det lidt sydligere Hafnarfjörður bygget på lavaen fta vulkanadbrudet på Búrfell for 7.200 år siden. Kommunen blev opprettet 1878 og hed dengang Garðahreppur og indtil 1908 hørte Hafnarfjörður til kommunen.
Der er to kirker: Garðakirkja der har været sognekirke siden 1966 er bygget på ruinerne af en kirke fra 1880. Den hvide betonkirke Vídalínskirkja blev indviet den 30. apríl 1995.
Af seværdigheder er der bl.a det i 1998 grundlagte Islands Museum for Design, Hönnunarsafn Íslands, og byens to kirker, den i 1995 byggede hvide betonkirke Vídalínskirkja og den gamle Garðakirkja.
Krókur á Garðaholti er en genrejste bondegård fra 1923 bygget af græstørv og med bølgeblikbeklædning i den traditionelle islandske gavlstil.

## Historie
I den islandske Landnámabók nævnes gårdene Vífilsstaðir og Skúlastaðir, som har ligget i nærheden af det nuværende Garðabær. ..
Ved Hofsstaðir i byens midte fandt man i 1994 resterne af et langhus fra fra 800-tallet. Bygningsresterne er bevaret, og omkring dem er der indrettet et frilandsmuseum.
Endnu helt op til 1960èrne var Garðabær en landsby. På grund af afvandringen fra de tyndt befolkede regioner til hovedstadsregionen omkring Reykjavík, steg indbyggertal fra i 1960 at være 1000 indbyggere, til i 1976 at være på mere end 4000. 1976 fik byen sine markedsrettigheder og fik dermed bystatus. Garðabær er en by præget af moderne funktionelt byggeri med spredte bebyggelser

## Undervisning
I Garðabær er der 10 børnehaver til børn fra 18 måneder til 6 år. Fem af børnehaverne er kommunale, og resten er private. Garðabær Kommune har fire grundskoler. Kommuneskolerne Hofsstaðaskóli og Flataskóli, har elever fra 1.–7. klasse (6–13 år) og Sjálandsskóli, har elever fra 1.–8. klasse, og Garðaskóli, har elever i 8.–10. klasse.
Der er også tre privatskoler i Garðabær: BarnaskóliHjallastefnunnar for elever i 1.–4. klasse.
Alþjóðaskólinn, Den Internationale Skole, hvor der undervises på engelsk efter en international læseplan for elever i 1.–7. klasse og International Academy of Iceland for udenlandske elever i 8.–10. klasse som bliver undervist på engelsk.
Fjölbrautaskólinn í Garðabæ er et gymnasaium for 11.–14. skoleår. I byens centrum er der endvidere Musikskole med omkring 400 elever i syv afdelinger.

## Sport
Ungdomsforeningen Stjarnan har syv sportsgrene, og der er svømmebad, golfklub, rideklub, en skakklub og flere andre idrætsforeninger.

## Venskabskommuner
- Asker, Norge
- Jakobstad, Finland
- Rudersdal Kommune, Danmark
- Tórshavn, Færøerne